# Progress M-13M
La navetta Progress M-13M fa parte del programma russo Progress di rifornimento periodico della Stazione spaziale internazionale. È progettata solo per il trasporto cargo, senza equipaggio.

## Lancio
La navetta è partita dal cosmodromo di Baikonur in Kazakhistan il 30 ottobre, ed è arrivata a destinazione tre giorni dopo, attraccando automaticamente senza problemi.

## Materiale trasportato
Il rifornimento effettuato con questa missione ha portato principalmente carburante, beni di prima necessità all'equipaggio (acqua, cibo, ossigeno) e strumentazione per esperimenti.
Oltre a strumenti utili alla missione, non mancano piccoli oggetti per il diletto dell'equipaggio, come quasi ad ogni rifornimento; ad esempio, sono stati spediti con questa missione due iPad destinati agli astronauti russi.

## Rientro
La navetta è rimasta attraccata alla stazione spaziale per 82 giorni e prima della fase di rientro ha completato un'altra missione: ha portato in un'orbita più a bassa quota il micro satellite Chibis-M destinato ad uno studio di eventi della ionosfera terrestre.
Dopo aver immesso in orbita di servizio il micro satellite, ha continuato la sua discesa verso la terra, bruciando al contatto con l'atmosfera (come programmato) il 25 gennaio 2012. Qualche frammento ha raggiunto l'oceano senza creare danni.